# Vincenzo Millico
Vincenzo Millico (Turín, 12 de agosto de 2000) es un futbolista italiano que juega en la demarcación de delantero para el Casarano Calcio de la Serie C.

## Biografía
Tras empezar a formarse como futbolista en las categorías inferiores de la Juventus F. C., donde jugó durante cuatro años ascendiendo de categorías, en 2012 se marchó a la disciplina del Torino F. C. Finalmente el 23 de febrero de 2019 hizo su debut con el primer equipo, haciéndolo en la Serie A contra el Atalanta B. C. tras sustituir a Daniele Baselli en el minuto 93.
A inicios del año 2021 fue cedido al Frosinone Calcio hasta final de temporada. La campaña siguiente también fue prestado, esta vez al Cosenza Calcio. Tras esta segunda cesión se marchó en definitivo al Cagliari Calcio, equipo con el que firmó por un año ampliable a tres más. Disputó 16 partidos, no renovó su contrato y en julio de 2023 fichó por el Ascoli Calcio 1898 FC. En este equipo estuvo menos de una temporada, ya que el siguiente mes de enero se fue al Calcio Foggia 1920. Allí estuvo un año, en el que jugó 35 encuentros en la Serie C, y en enero de 2025 se unió al Ternana Calcio. Seis meses después fichó por el Casarano Calcio.

## Clubes
| Club                      | País   | Año       | Partidos | Goles |
| ------------------------- | ------ | --------- | -------- | ----- |
| Torino F. C.              | Italia | 2019-2021 | 21       | 1     |
| Frosinone Calcio (cedido) | Italia | 2021      | 4        | 0     |
| Cosenza Calcio (cedido)   | Italia | 2021-2022 | 20       | 3     |
| Cagliari Calcio           | Italia | 2022-2023 | 16       | 0     |
| Ascoli Calcio 1898 FC     | Italia | 2023-2024 | 11       | 0     |
| Calcio Foggia 1920        | Italia | 2024-2025 | 36       | 4     |
| Ternana Calcio            | Italia | 2025      | 10       | 0     |
| Casarano Calcio           | Italia | 2025-     |          |       |